# Honiton

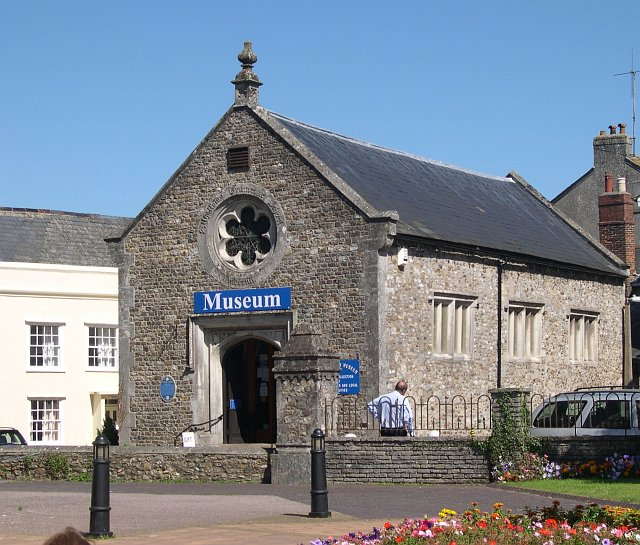
Musée de la ville

Honiton est une ville du Devon dans l'Angleterre du Sud-Ouest, au nord de Plymouth. Sa population en 2001 atteignait 10 857 habitants.
Durant l'antiquité, la ville était située le long de la voie romaine Fosse Way. Elle est mentionnée dans le Domesday Book.
À la Renaissance, elle accueillit des dentelliers flamands. La dentelle est devenue une de ses principales activités industrielles.
Jusqu'en 1832, la circonscription électorale de Honinton était un bourg pourri. Thomas Cochrane s'y acheta son premier poste de député au parlement britannique en 1806.
Honinton est de nos jours située dans une Area of Outstanding Natural Beauty.

## Jumelage
- Mézidon-Canon (France) depuis 1973
- Gronau (Allemagne)

## Personnalités liées
- Ian Stuart Black (1915-1997), scénariste britannique, y est mort.
- Reginald Brooks-King (1861-1938), archer britannique, y est mort.
- Samuel Graves (1713-1787), officier de marine britannique, y est mort.
- Sir Thomas Graves (1747-1814), officier de marine de la Royal Navy britannique, y est né.
- Ozias Humphry (1742-1810), peintre, portraitiste et miniaturiste, y est né.
- Jo Pavey (1973-) athlète britannique, spécialiste des courses de demi-fond et de fond, y est née.
- Maurice Setters (1936-), footballeur, y est né.
- Guy Chester Shortridge (1880-1949), zoologiste, y est né.
- Elizabeth Simcoe (1762-1850), artiste et diariste, y est morte.
- Edward Gordon Williams (1888-1915), rameur anglais qui a gagné une médaille de bronze olympique en 1908, y est né.